# Natriumstearoyl-2-lactylat
Natriumstearoyl-2-lactylat ist das Natriumsalz der Stearoylmilchsäure (Lactat), wobei es ein Stoffgemisch aus mehreren Komponenten mit einer Vielzahl von Nebenprodukten darstellt.

## Herstellung
Der Stoff kommt nicht natürlich vor. Er wird in mehreren Schritten durch chemische Reaktionen von Stearin-, Milch- und Polymilchsäure (Stearoylmilchsäure) mit Calciumverbindungen hergestellt.

## Verwendung
Natriumstearoyl-2-lactylat ist ein Emulgator und Stabilisator.
Es wird in der Lebensmittelindustrie vorwiegend als Mehlbehandlungsmittel und zur Stabilisation bei Milchprodukten eingesetzt.
In Wechselwirkung
- mit Gluten dient es zur Verbesserung der Backeigenschaften von Mehl,
- mit Stärke bleibt deren Wasserbindungsfähigkeit länger erhalten, so dass Gebäck länger „frisch“ bleibt, und schließlich sorgt es
- mit den Milcheiweißen für eine bessere Schaumbildung.

Im Lebensmittel zerfällt die instabile Substanz in ihre Bestandteile. Sie gilt als harmlos.
Es ist in der EU als Lebensmittelzusatzstoff (E 481) für bestimmte Lebensmittel (unter anderem Desserts, Liköre, verschiedene Backwaren) mit Höchstmengenbegrenzungen von zwischen drei und acht Gramm pro Kilogramm zugelassen.